# 李暁霞
李 暁霞（り ぎょうか、リ・シャオシャ、1988年1月16日 - ）は中華人民共和国の元卓球選手。遼寧省鞍山市出身。世界ランキング最高位は1位(2008年11月)。

## 人物
五輪、世界選手権、ワールドカップの3大大会のシングルスで全て優勝経験を持つ、いわゆる大満貫の達成者である。
2連覇を狙った2016年リオデジャネイロオリンピック女子シングルス決勝では前回大会と同じ丁寧との顔合わせとなり、フルゲームの末敗れ銀メダル。女子団体では全勝で2連覇し自身3つ目のオリンピック金メダルを獲得し、微博にて同大会限りでの引退を発表し2017年1月1日に現役引退を表明した。
同年9月に元中国ナショナルチームの卓球選手と結婚した。

## 最高成績

### シングルス
- オリンピック　金メダル(2012)
- 世界選手権　金メダル(2013)
- ワールドカップ　金メダル(2008)